# 東北町立甲地小学校
東北町立甲地小学校（とうほくちょうりつ かっちしょうがっこう）は、青森県上北郡東北町にある公立小学校。

## 沿革
- 1877年（明治10年）10月20日 - 甲地村往来の下に校舎を新築し、甲地小学開校。
- 1882年（明治15年）4月1日 - 蛯沢小学・清水田小学・寒水小学を併合、それぞれ蛯沢分校・清水田分校・寒水分校となる。
- 1886年（明治19年） - 甲地簡易小学校と改称。蛯沢・清水田・寒水の各分校は、独立し、それぞれ蛯沢・清水田・寒水の各簡易小学校となる。
- 1890年（明治23年）4月1日 - 寒水簡易小学校を併合し、切左坂分校設置。
- 1892年（明治25年） - 甲地尋常小学校と改称。
- 1902年（明治35年）4月 - 土橋分教場設置。
- 1904年（明治37年）4月 - 切左坂分教場が、昇格独立し、切左坂尋常小学校となる。
- 1909年（明治42年）12月 - 校舎移転。
- 1910年（明治43年）
  - 8月 - 土橋分教場廃止。
  - 11月 - 甲地尋常小学校舟ヶ沢派出所が発足[1]。
- 1911年（明治44年）3月31日 - 舟ヶ沢派出所が、舟ヶ沢分教室と改称。
- 1915年（大正4年）10月13日 - 舟ヶ沢分教場設置。
- 1920年（大正9年）1月 - 舟ヶ沢分教場校舎が、舟ヶ沢57番2号に移転新築。
- 1931年（昭和6年）
  - 11月10日 - 14時頃に発生した甲地大火により、校舎焼失[2]。
  - 11月13日 - 甲地村議会は、臨時村会を開き、対応策を検討し、「仮校舎建築ノ議決」をした。
  - 12月10日 - 仮校舎建築に取りかかる。
  - 12月28日 - 仮校舎完成。ただし、冬季休業中だった為、仮校舎での授業再開は、翌年1月から。
- 1932年（昭和7年）1月6日 - 仮校舎にて、授業再開。
- 1935年（昭和10年）
  - 4月7日 - 新校舎工事着手。
  - 9月10日 - 新校舎落成。仮校舎から移転。同時に、舟ヶ沢分教場が廃止統合。
- 1939年（昭和14年）4月13日 - 舟ヶ沢分教場が再設置。
- 1941年（昭和16年）4月1日 - 国民学校令により、甲地国民学校と改称。
- 1947年（昭和22年）4月1日 - 学校教育法施行により、甲地村立甲地小学校と改称。同日、甲地中学校を併置し、高等科生を中学校に移籍。
- 1956年（昭和31年）11月22日 - 甲地中学校が、新校舎に移転分離。
- 1963年（昭和38年）11月1日 - 町村合併により、東北町立甲地小学校と改称。
- 2001年（平成13年） - 屋外トイレ建築[3]。
- 2008年（平成20年） - 校舎と倉庫建築[3]。
- 2010年（平成22年） - 渡り廊下と屋体建築[3]。

## 通学区域と進学先中学校
出典

### 通学区域
- 旭、豊栄、狼ノ沢、御料、漆玉、巴蘭、蒼前、甲地、長久保、蓼内、鶴ヶ崎、船ヶ沢、徳万舘、郡山、土橋、田ノ沢、滝沢

### 進学先中学校
- 東北町立東北中学校

## 周辺
- 東北町甲地小学区放課後子ども教室 - 同一建物内
- 青森県警七戸警察署甲地警察官駐在所

## アクセス
- 東北町民バス「乙供駅・甲地・鶴ヶ崎線」で、「甲地小学校前」停留所下車後、校地東側の正門まで、
  - 乙供駅行のりばから、徒歩約175m・約3分。
  - 鶴ヶ崎行のりばから、徒歩約165m・約3分。

## 参考資料
- 『青森県教育史 別巻』（青森県教育委員会・1973年12月20日発行）「学校沿革 小学校」
  - 818頁「甲地小学校」
  - 819頁「蛯沢小学校」
  - 820頁「寒水小学校」
  - 821頁「清水目小学校」